# Gmina Kotor
Gmina Kotor (czar., sr. Општина Котор / Opština Kotor) – jedna z 21 gmin Czarnogóry, której stolicą jest miasto Kotor. W swej powierzchni obejmuje dużą część Zatoki Kotorskiej.
Gminę zamieszkuje 22,601 ludzi, co stanowi 3,6% ludności państwa.

## Miejscowości
Gminę tworzą następujące miejscowości:
Kotor, Bigova, Bratešići, Bunovići, Čavori, Dobrota, Donji Morinj, Donji Orahovac, Donji Stoliv, Dragalj, Dražin Vrt, Dub, Glavati, Glavatičići, Gornji Morinj, Gornji Orahovac, Gornji Stoliv, Gorovići, Han, Kavač, Knežlaz, Kolužunj, Kovači, Kostanjica, Krimovica, Kubasi, Lastva Grbaljska, Ledenice, Lipci, Lješevići, Mali Zalazi, Malov Do, Mirac, Muo, Nalježići, Pelinovo, Perast, Pištet, Pobrđe, Prijeradi, Prčanj, Radanovići, Risan, Strp, Sutvara, Šišići, Škaljari, Špiljari, Trešnjica, Ukropci, Unijerina, Veliki Zalazi, Višnjeva, Vranovići, Zagora, Zvečava

## Struktura demograficzna
Na podstawie spisu powszechnego z 2011 roku:

### Ludność w gminie według płci
| Kobiety | Mężczyźni |
| ------- | --------- |
| 11.764  | 10.837    |
| 52,05%  | 47,95%    |

### Struktura ludności między miastem a wsią
| Miasta | Wsie   |
| ------ | ------ |
| 12.583 | 10.018 |
| 55,67% | 44,33% |

### Grupy etniczne w gminie
| Ludność według kryterium etnicznego (>1%) | Ludność według kryterium etnicznego (>1%) | Ludność według kryterium etnicznego (>1%) | Ludność według kryterium etnicznego (>1%) | Ludność według kryterium etnicznego (>1%) |
| ----------------------------------------- | ----------------------------------------- | ----------------------------------------- | ----------------------------------------- | ----------------------------------------- |
| Narodowość                                |                                           | procent (%)                               |                                           |                                           |
| Czarnogórcy                               |                                           | 48,88                                     |                                           |                                           |
| Serbowie                                  |                                           | 30,57                                     |                                           |                                           |
| Chorwaci                                  |                                           | 6,87                                      |                                           |                                           |
| reszta                                    |                                           | 5,07                                      |                                           |                                           |
| niezadeklarowani                          |                                           | 8,61                                      |                                           |                                           |
|                                           |                                           |                                           |                                           |                                           |

- Czarnogórcy: 11 047 osób (48,88%)
- Serbowie: 6 910 osób (30,57%)
- Chorwaci: 1 553 osoby (6,87%)
- Pozostali: 1 145 osób (5,07%)
- Nieokreśleni: 1 946 osób (8,61%)

### Grupy językowe w gminie
| Ludność według kryterium językowego (>1%) | Ludność według kryterium językowego (>1%) | Ludność według kryterium językowego (>1%) | Ludność według kryterium językowego (>1%) | Ludność według kryterium językowego (>1%) |
| ----------------------------------------- | ----------------------------------------- | ----------------------------------------- | ----------------------------------------- | ----------------------------------------- |
| Język                                     |                                           | procent (%)                               |                                           |                                           |
| serbski                                   |                                           | 42,37                                     |                                           |                                           |
| czarnogórski                              |                                           | 38,46                                     |                                           |                                           |
| chorwacki                                 |                                           | 3,04                                      |                                           |                                           |
| reszta                                    |                                           | 9,08                                      |                                           |                                           |
| niezadeklarowani                          |                                           | 7,05                                      |                                           |                                           |
|                                           |                                           |                                           |                                           |                                           |

- Język serbski: 9 575 osób (42,37%)
- Język czarnogórski: 8 693 osoby (38,46%)
- Język chorwacki: 686 osób (3,04%)
- Pozostałe języki: 2 053 osoby (9,08%)
- Nie określono: 1 594 osoby (7,05%)

### Grupy wyznaniowe w gminie
| Ludność według kryterium religijnego (>1%) | Ludność według kryterium religijnego (>1%) | Ludność według kryterium religijnego (>1%) | Ludność według kryterium religijnego (>1%) | Ludność według kryterium religijnego (>1%) |
| ------------------------------------------ | ------------------------------------------ | ------------------------------------------ | ------------------------------------------ | ------------------------------------------ |
| Religia                                    |                                            | procent (%)                                |                                            |                                            |
| Prawosławni                                |                                            | 78,02                                      |                                            |                                            |
| Katolicy                                   |                                            | 11,76                                      |                                            |                                            |
| Muzułmanie                                 |                                            | 1,66                                       |                                            |                                            |
| Ateiści i agnostycy                        |                                            | 2,17                                       |                                            |                                            |
| reszta                                     |                                            | 1,66                                       |                                            |                                            |
| niezadeklarowani                           |                                            | 4,73                                       |                                            |                                            |
|                                            |                                            |                                            |                                            |                                            |

- Prawosławni: 17 634 osoby (78,02%)
- Katolicy: 2 658 osób (11,76%)
- Muzułmanie: 375 osób (1,66%)
- Ateiści i agnostycy: 491 osób (2,17%)
- Pozostali: 375 osób (1,66%)
- Nieokreśleni: 1 068 osób (4,73%)